# Кортезе, Джозеф
Джозеф Майкл Кортезе (англ. Joseph Michael Cortese; род. 22 февраля 1948) — американский актёр.

## Биография
Джозеф Майкл Кортезе родился 22 февраля 1948 года в городе Патерсон, Нью-Джерси. Учился в Среднезападном колледже (англ. Midwestern College), где получил степень бакалавра искусств. После окончания учёбы отправился в Нью-Йорк где начал работать помощником редактора журнала «Gentlemen’s Quarterly». Стремление стать актёром в конечном итоге привело его на сцену Нью-Йоркского театра. В кино одной из его первых ролей стала игра в фильме «Коллекционер смертей» (1976), в котором он снялся вместе с Джо Пеши.